# Nazionale femminile di pallacanestro dell'Italia
La nazionale di pallacanestro femminile italiana rappresenta la selezione delle migliori giocatrici di pallacanestro di nazionalità italiana, viene gestita dalla FIP e partecipa ai tornei internazionali femminili di pallacanestro per nazioni gestiti dalla FIBA. Ha conquistato il primo campionato europeo della storia nel 1938, e, sempre agli europei, ha vinto il bronzo nel 1974 e nel 2025 e la medaglia d'argento nel 1995.

## Storia
Nel 1938, la nazionale femminile si impose nei primi europei disputati a Roma, vincendo l'oro. Le giocatrici erano: Bruna Bertolini (Trivolzio 16/1/1909), Nerina Bertolini (Trivolzio 10/06/1912), Giovanna Bortolato cap. (Treviso, 1/03/1915), Elsa Cenci (Venezia, 28/11/1915), Vittoria Ceriana (Torino, 18/04/1915), Anita Falcidieno (Genova, 18/08/1916), Anna Maria Giotto (Venezia 4/09/1915), Pia Punter (Trieste, 21/12/1915), Flaminia Theodoli (Roma, 4/01/1914), Piera Verri (Sedico 23/09/1913), e Maria Luisa Domenichini riserva per infortunio (Venezia). Allenatore: Silvio Longhi
Ai campionati europei di Cagliari nel 1974, la nazionale di Settimio Pagnini vinse la medaglia di bronzo, battendo l'Ungheria.
A Brno nel 1995, le Azzurre guidate da Riccardo Sales arrivarono al secondo posto, ottenendo l'argento.
Il 29 giugno 2025, a distanza di trent'anni, l'Italbasket femminile di Andrea Capobianco  torna sul podio agli Europei, conquistando la medaglia di bronzo nella finale per il 3º/4º posto giocata al Pireo e vinta contro la Francia.

La Nazionale all'Europeo 1938

## Piazzamenti

### Competizioni
- 1980 - 6°
- 1992 - 8°
- 1996 - 8°

- 1964 - 9°
- 1975 - 4°
- 1979 - 5°
- 1990 - 13°
- 1994 - 11°

- 1938 -  1°
- 1950 - 5°
- 1952 - 6°
- 1954 - 7°
- 1956 - 6°
- 1960 - 7°
- 1962 - 9°
- 1964 - 9°
- 1966 - 10°
- 1968 - 6°
- 1970 - 9°
- 1972 - 10°
- 1974 -  3°
- 1976 - 7°
- 1978 - 9°
- 1980 - 9°
- 1981 - 7°
- 1983 - 5°
- 1985 - 7°
- 1987 - 5°
- 1989 - 5°
- 1991 - 7°
- 1993 - 4°
- 1995 -  2°
- 1997 - 11°
- 1999 - 11°
- 2007 - 9°
- 2009 - 6°
- 2013 - 8°
- 2015 - 15°
- 2017 - 7°
- 2019 - 9°
- 2021 - 9°
- 2023 - 9°
- 2025 -  3°

- 1991 - 4°
- 1993 -  2°
- 1997 - 6°
- 2001 -  2°
- 2005 - 5°
- 2009 -  1°

- 1995 -  1°
- 1997 - 4°
- 2003 -  2°

## Incontri
Il primo incontro in assoluto della nazionale italiana:
| Arbitro: | Veggiotti |

|                                             |            |                                           |
| Marinat, Lunet, Vellu (c), Radideau, Moreau | Formazioni | Martini, Borsani, Faccio, Polazzo, Morris |

## Commissari tecnici
| N°  | Nome                           | Periodo   | Gare | Vittorie                                           |
| --- | ------------------------------ | --------- | ---- | -------------------------------------------------- |
| 1.  | Enrico Garbosi                 | 1948-1953 | 24   | -                                                  |
| 2.  | Francesco Ferrero              | 1954      | 7    | -                                                  |
| 3.  | Nello Paratore                 | 1955-1957 | 6    | -                                                  |
| 4.  | Giancarlo Primo                | 1958-1962 | -    | -                                                  |
| 5.  | Nello Paratore-Giancarlo Primo | 1963-1964 | -    | -                                                  |
| 6.  | Carlo Cerioni                  | 1967      | -    | -                                                  |
| 7.  | Giancarlo Primo                | 1968      | 105  | -                                                  |
| 8.  | Carlo Cerioni                  | 1969-1970 | 43   | -                                                  |
| 9.  | Costantino Michelini           | 1971-1972 | 36   | -                                                  |
| 10. | Settimio Pagnini               | 1973-1974 | 48   | FIBA EuroBasket Women 1974                         |
| 11. | Gianfranco Benvenuti           | 1974-1976 | 66   | -                                                  |
| 12. | Ezio Cernich                   | 1977      | 15   | -                                                  |
| 13. | Claudio Vandoni                | 1978      | 36   | -                                                  |
| 14. | Bruno Arrigoni                 | 1979-1980 | 47   | -                                                  |
| 15. | Vittorio Tracuzzi              | 1981-1985 | 107  | -                                                  |
| 16. | Aldo Corno                     | 1986-1989 | -    | -                                                  |
| 17. | Franco Novarina                | 1990-1994 | 66   | Giochi del Mediterraneo 1993                       |
| 18. | Aldo Corno                     | 1994      | -    | -                                                  |
| 19. | Riccardo Sales                 | 1994-2000 | 102  | FIBA EuroBasket Women 1995 XVIII Universiade 1995  |
| 20. | Aldo Corno                     | 2000-2003 | 162  | Giochi del Mediterraneo 2001 XXII Universiade 2003 |
| 21. | Gianni Lambruschi              | 2003-2007 | 33   | -                                                  |
| 22. | Giampiero Ticchi               | 2007-2011 | 57   | Giochi del Mediterraneo 2009                       |
| 23. | Roberto Ricchini               | 2011-2015 | 70   |                                                    |
| 24. | Andrea Capobianco              | 2015-2017 | 22   |                                                    |
| 25. | Marco Crespi                   | 2017-2019 | 23   |                                                    |
| 26. | Andrea Capobianco              | 2019      | 2    |                                                    |
| 27. | Lino Lardo                     | 2020-2023 | 30   |                                                    |
| 28. | Andrea Capobianco              | 2023-     | 4    | FIBA EuroBasket Women 2025                         |

## Formazioni

### Olimpiadi
Pallacanestro ai Giochi della XXII Olimpiade - Torneo femminile4 Guzzonato, 5 Serradimigni, 6 Faccin, 7 Gorlin, 8 Silimbani, 9 Sandon, 10 Rossi, 11 Baistrocchi, 12 Draghetti, 13 Vergnano, 14 Piancastelli, 15 Grossi,        All. Bruno Arrigoni
Pallacanestro ai Giochi della XXV Olimpiade - Torneo femminile4 Paparazzo, 5 Bastiani, 6 Fullin, 7 Salvemini, 8 Costalunga, 9 Rossi, 10 Arcangeli, 11 Pollini, 12 Stanzani, 13 Todeschini, 14 Tufano, 15 Passaro,        All. Franco Novarina
Pallacanestro ai Giochi della XXVI Olimpiade - Torneo femminile4 Zanussi, 5 Bonfiglio, 6 Fullin, 7 Paparazzo, 8 Gardellin, 9 Caselin, 10 Ballabio, 11 Pollini, 12 Rezoagli, 13 Tufano, 14 Arnetoli, 15 Schiesaro,        All. Riccardo Sales

### Mondiali
Campionato mondiale femminile di pallacanestro 19674 Gentilin, 5 Pausich, 6 Geroni, 7 Persi, 8 Cirio, 9 Grisotto, 10 Del Mestre, 11 Ghirri, 12 Agostinelli, 13 Pelle, 14 Toriser, 15 Corsini,        All. Giancarlo Primo
Campionato mondiale femminile di pallacanestro 19754 Battistella, 5 Apostoli, 6 Gorlin, 7 Bozzolo, 8 Peri, 9 Sandon, 10 Rossi, 11 Bocchi, 12 Guzzonato, 13 Cattelan, 14 Piancastelli, 15 Fasso,        All. Gianfranco Benvenuti
Campionato mondiale femminile di pallacanestro 19794 Vergnano, 5 Apostoli, 6 Ceschia, 7 Gorlin, 8 Faccin, 9 Piattoni, 10 Rossi, 11 Timolati, 12 Palombarini, 13 Bernardoni, 14 Piancastelli, 15 Baistrocchi,        All. Bruno Arrigoni
Campionato mondiale femminile di pallacanestro 19904 Gori, 5 Todeschini, 6 Fullin, 7 Costalunga, 8 Rivellini, 9 Stanzani, 10 Salvestrini, 11 Pollini, 12 Zanotti, 13 Bianco, 14 Comelli, 15 Passaro,        All. Aldo Corno
Campionato mondiale femminile di pallacanestro 19944 Paparazzo, 5 Bonfiglio, 6 Caselin, 7 Cesarini, 8 Ballabio, 9 Rossi, 10 Arcangeli, 11 Pollini, 12 Todeschini, 13 Tufano, 14 Salvestrini, 15 Zanussi,        All. Aldo Corno

### Europei
Campionato europeo femminile di pallacanestro 19383 B. Bertolini, 4 Giotto, 5 N. Bertolini, 6 Falcidieno, 7 Theodoli, 8 Ceriana Mayneri, 9 Bortolato, 10 Punter, 11 Verri, 12 Cenci,        All. Silvio Longhi
Campionato europeo femminile di pallacanestro 19503 Cipriani, 4 Folliero, 5 L. Ronchetti, 6 Bertea, 7 F. Ronchetti, 8 Caciolli, 9 Buttini, 10 Tommasini, 11 Pierucci, 12 Rozzo, 13 Branzoni, 14 Giamporcaro, 15 Bradamante, 16 Guidi,        All. Enrico Garbosi
Campionato europeo femminile di pallacanestro 19523 Serpellon, 4 Sommi, 5 L. Ronchetti, 6 Baitz, 7 F. Ronchetti, 8 Caciolli, 9 Buttini, 10 Tommasini, 11 Santoro, 12 Rozzo, 13 Neri, 14 Pasquali, 15 Bradamante, 16 Zupancich,        All. Enrico Garbosi
Campionato europeo femminile di pallacanestro 19543 Donda, 4 Ortobelli, 5 Ronchetti, 6 Baitz, 7 Rossi, 8 Buttini, 9 Santoro, 10 Tommasini, 11 Formaggio, 12 Vendrame, 13 Franchini, 14 Bradamante, 15 Linari,        All. Francesco Ferrero
Campionato europeo femminile di pallacanestro 19563 Donda, 4 Gentilin, 5 Ronchetti, 6 Cobelli, 7 Sesto, 8 Pasquali, 9 Pausich, 10 Nunzi, 11 Formaggio, 12 Vendrame, 13 Mapelli, 15 Bradamante, 17 Tarabocchia, 18 Persi,        All. Nello Paratore
Campionato europeo femminile di pallacanestro 19603 Grisotto, 4 Gentilin, 5 Ronchetti, 6 Geroni, 7 Sesto, 8 Cirio, 9 Pausich, 10 Persi, 11 Tarabocchia, 12 Vendrame, 13 Mapelli, 14 Gelmetti,        All. Giancarlo Primo
Campionato europeo femminile di pallacanestro 19624 Regazzoni, 5 Ronchetti, 6 Grisotto, 7 Persi, 8 Cirio, 9 Pausich, 10 Vendrame, 11 Resta, 12 Tarabocchia, 13 Toriser, 14 Marchetti, 15 Labanti,        All. Giancarlo Primo
Campionato europeo femminile di pallacanestro 19644 Gentilin, 5 Pausich, 6 Geroni, 7 Persi, 8 Cirio, 9 Grisotto, 10 Moreschi, 11 Ghirri, 12 Alderighi, 13 Resta, 14 Marchetti, 15 Bordon,        All. -
Campionato europeo femminile di pallacanestro 19664 Masetti, 5 Pausich, 6 Geroni, 7 Persi, 8 Cirio, 9 Grisotto, 10 Del Mestre, 11 Crocitto, 12 Zambon, 13 Alderighi, 14 Toriser, 15 Bognolo,        All. -
Campionato europeo femminile di pallacanestro 19684 Corsini, 5 Pausich, 6 Geroni, 7 Persi, 8 Cirio, 9 Bozzolo, 10 Ghirri, 11 Zandonadi, 12 Agostinelli, 13 Alderighi, 14 Toriser, 15 Gentilin,        All. Giancarlo Primo
Campionato europeo femminile di pallacanestro 19704 Corsini, 5 Scodavolpe, 6 Milocco, 7 Toriser, 8 Pelle, 9 Bozzolo, 10 Longo, 11 Ghirri, 12 Agostinelli, 13 Alderighi, 14 Sandon, 15 Bocchi,        All. Carlo Cerioni
Campionato europeo femminile di pallacanestro 19724 Corsini, 5 Sandon, 6 Milocco, 7 Trevisi, 8 Peri, 9 Bozzolo, 10 Piancastelli, 11 Bocchi, 12 Gorlin, 13 Alderighi, 14 Lenzu, 15 Longo,        All. Costantino Michelini
Campionato europeo femminile di pallacanestro 19744 Cattelan, 5 Pareschi, 6 Gorlin, 7 Bozzolo, 8 Peri, 9 Sandon, 10 Guzzonato, 11 Bocchi, 12 Trevisi, 13 Apostoli, 14 Piancastelli, 15 Fasso,        All. Settimio Pagnini
Campionato europeo femminile di pallacanestro 19764 Battistella, 5 Apostoli, 6 Gorlin, 7 Bozzolo, 8 Peri, 9 Sandon, 10 Rossi, 11 Citarelli, 12 Timolati, 13 Tonelli, 14 Piancastelli, 15 Fasso,        All. Gianfranco Benvenuti
Campionato europeo femminile di pallacanestro 19784 Ciaccia, 5 Battistella, 6 Tonelli, 7 Apostoli, 8 Peri, 9 Sandon, 10 Rossi, 11 Timolati, 12 Guzzonato, 13 Cattelan, 14 Piancastelli, 15 Fasso,        All. Claudio Vandoni
Campionato europeo femminile di pallacanestro 19804 Caldato, 5 Daprà, 6 Faccin, 7 Gorlin, 8 Baldini, 9 Sandon, 10 Rossi, 11 Premier, 12 Monti, 13 Vergnano, 14 Piancastelli, 15 Passaro,        All. Bruno Arrigoni
Campionato europeo femminile di pallacanestro 19814 Caldato, 5 Daprà, 6 Ceschia, 7 Gorlin, 8 Faccin, 9 Sandon, 10 Rossi, 11 Monti, 12 Baruzzo, 13 Vergnano, 14 Piancastelli, 15 Timolati,        All. Vittorio Tracuzzi
Campionato europeo femminile di pallacanestro 19834 Caldato, 5 Pomilio, 6 Pollini, 7 Gorlin, 8 Montelatici, 9 Melon, 10 Rossi, 11 Draghetti, 12 Bongini, 13 Tufano, 14 Peruzzo, 15 Passaro,        All. Vittorio Tracuzzi
Campionato europeo femminile di pallacanestro 19854 Trampus, 5 Pomilio, 6 Ceschia, 7 Gorlin, 8 Fullin, 9 Bastiani, 10 Rossi, 11 Pollini, 12 Padovani, 13 Tufano, 14 Peruzzo, 15 Passaro,        All. Vittorio Tracuzzi
Campionato europeo femminile di pallacanestro 19874 Rossi, 5 Todeschini, 6 Ceschia, 7 Pomilio, 8 Fullin, 9 Pirani, 10 Zanotti, 11 Pollini, 12 Padovani, 13 Tufano, 14 Peruzzo, 15 Passaro,        All. Aldo Corno
Campionato europeo femminile di pallacanestro 19894 Raimondi, 5 Todeschini, 6 Fullin, 7 Pomilio, 8 Stanzani, 9 Comelli, 10 Draghetti, 11 Pollini, 12 Zanotti, 13 Salvestrini, 14 Peruzzo, 15 Passaro,        All. Aldo Corno
Campionato europeo femminile di pallacanestro 19914 Arcangeli, 5 Ballabio, 6 Fullin, 7 Stanzani, 8 Gori, 9 Rossi, 10 Paparazzo, 11 Pollini, 12 Zanotti, 13 Todeschini, 14 Tufano, 15 Schiesaro,        All. Franco Novarina
Campionato europeo femminile di pallacanestro 19934 Paparazzo, 5 Caselin, 6 Fullin, 7 Salvemini, 8 Ballabio, 9 Rossi, 10 Arcangeli, 11 Pollini, 12 Stanzani, 13 Todeschini, 14 Tufano, 15 Passaro,        All. Franco Novarina
Campionato europeo femminile di pallacanestro 19954 Adamoli, 5 Bonfiglio, 6 Balleggi, 7 Paparazzo, 8 Gardellin, 9 Caselin, 10 Ballabio, 11 Pollini, 12 Rezoagli, 13 Tufano, 14 Arnetoli, 15 Schiesaro,        All. Riccardo Sales
Campionato europeo femminile di pallacanestro 19974 Balleggi, 5 Bonfiglio, 6 Gaspardo, 7 Adamoli, 8 Gardellin, 9 Caselin, 10 Ballabio, 11 Paparazzo, 12 Rezoagli, 13 Tufano, 14 Strazzabosco, 15 Schiesaro,        All. Riccardo Sales
Campionato europeo femminile di pallacanestro 19994 Cattani, 5 Zara, 6 Giauro, 7 Federighi, 8 Costalunga, 9 Caselin, 10 Adamoli, 11 Paparazzo, 12 Rezoagli, 13 Nicosia, 14 Arnetoli, 15 Schiesaro,        All. Riccardo Sales
Campionato europeo femminile di pallacanestro 20074 Ress, 5 Franchini, 6 Sottana, 7 Zara, 8 Zanoli, 9 Modica, 10 Macchi, 11 Masciadri, 12 Ciampoli, 13 Zanon, 14 Giauro, 15 Dačić,        All. Gianni Lambruschi
Campionato europeo femminile di pallacanestro 20094 Cirone, 5 Franchini, 6 Pastore, 7 Meneghel, 8 Ballardini, 9 Modica, 10 Macchi, 11 Ress, 12 Masciadri, 13 Zanon, 14 Grasso, 15 Alexander,        All. Giampiero Ticchi
Campionato europeo femminile di pallacanestro 20134 Dotto, 5 Fassina, 6 Cinili, 7 Sottana, 8 Gatti, 9 Zanoni, 10 Gorini, 11 Masciadri, 12 Wabara, 13 Bagnara, 14 Ress, 15 Formica,        All. Roberto Ricchini
Campionato europeo femminile di pallacanestro 20154 Consolini, 5 Fassina, 6 Dotto, 7 Sottana, 8 Gatti, 9 Zanoni, 10 Gorini, 11 Masciadri, 12 Laterza, 13 Crippa, 14 Ress, 15 Formica,        All. Roberto Ricchini
Campionato europeo femminile di pallacanestro 20170 Penna, 5 Gorini, 7 Sottana, 9 Zandalasini, 10 Dotto, 11 Masciadri, 12 Formica, 13 De Pretto, 14 Crippa, 22 Ress, 23 Cinili, 29 Macchi,        All. Andrea Capobianco
Campionato europeo femminile di pallacanestro 20190 C. Dotto, 3 Romeo, 7 Sottana, 9 Zandalasini, 10 F. Dotto, 13 De Pretto, 14 Crippa, 19 Cubaj, 20 Ercoli, 23 Cinili, 33 Andrè, 41 Penna,        All. Marco Crespi
Campionato europeo femminile di pallacanestro 20210 Keys, 3 Romeo, 4 Bestagno, 5 Carangelo, 9 Zandalasini, 11 Pan, 13 De Pretto, 22 Andrè, 23 Cinili, 30 Attura, 31 Cubaj, 41 Penna,        All. Lino Lardo
Campionato europeo femminile di pallacanestro 20230 Keys, 2 Villa, 4 Bestagno, 8 Verona, 9 Zandalasini, 11 Pan, 12 Trucco, 13 Cubaj, 18 Santucci, 19 Fassina, 22 Andrè, 23 Spreafico,        All. Lino Lardo
Campionato europeo femminile di pallacanestro 20250 Keys, 6 Pasa, 8 Verona, 9 Zandalasini, 11 Pan, 13 Cubaj, 14 Madera, 18 Santucci, 19 Fassina, 22 Andrè, 23 Spreafico, 99 Trimboli,        All. Andrea Capobianco

### Giochi del Mediterraneo
Pallacanestro femminile agli XI Giochi del Mediterraneo5 Adamoli, 6 S. Gori, 7 Donadel, 8 L. Gori, 9 L'Imperio, 10 Paparazzo, 11 Rodighiero, 12 Arcangeli, 13 Stanzani, 14 De Michele, 15 Sarni,        All. Franco Novarina
Pallacanestro femminile ai XII Giochi del Mediterraneo4 Paparazzo, 5 Caselin, 6 Adamoli, 7 Salvemini, 8 Ballabio, 9 Federighi, 10 Arcangeli, 11 Pollini, 12 Stanzani, 13 Zocco, 14 Tufano, 15 Strazzabosco,        All. Franco Novarina
Pallacanestro femminile ai XIII Giochi del Mediterraneo4 Strazzabosco, 5 Zara, 6 Arcangeli, 7 Adamoli, 8 Cattani, 9 Caselin, 10 Ballabio, 11 Paparazzo, 12 Rezoagli, 13 Tufano, 14 Arnetoli, 15 Schiesaro,        All. Riccardo Sales
Pallacanestro femminile ai XIV Giochi del Mediterraneo4 Balleggi, 5 Ballardini, 6 Zocco, 7 Zara, 8 Zimerle, 9 Pedrazzi, 10 Gardellin, 11 Paparazzo, 12 Masciadri, 13 Macchi, 14 Arnetoli, 15 Ciampoli,        All. Aldo Corno
Pallacanestro femminile ai XV Giochi del MediterraneoBalleggi, Ciampoli, Cirone, Danzi, Diamanti, Franchini, Gentile, Gibertini, Meneghel, Paterna, Ramon, Zanon, All. Gianni Lambruschi
Pallacanestro femminile ai XVI Giochi del Mediterraneo4 Sciacca, 5 Franchini, 6 Pastore, 7 Bagnara, 8 Ballardini, 9 Modica, 10 Nadalin, 11 Mauriello, 12 Masciadri, 13 Zanon, 14 Meneghel, 15 Ramon,        All. Giampiero Ticchi

## Nazionali giovanili
- Selezioni giovanili della nazionale femminile di pallacanestro dell'Italia